# August Portius

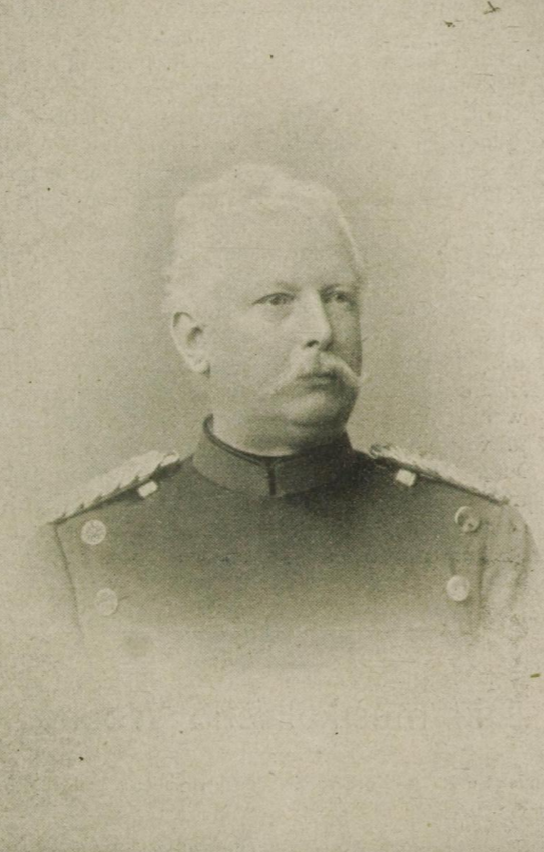
August Portius

August Portius (* 14. August 1834 in Leipzig; † 7. September 1912 in Dresden) war ein sächsischer Generalmajor und der Erbauer der Dresdner Albertstadt.

## Leben

### Herkunft
Portius war Sohn des Kaufmanns Ferdinand Portius und dessen zweiter Ehefrau August Brockhaus, Tochter des Buchhändlers Friedrich Arnold Brockhaus. Sein Vater gründete im Jahre 1822 zusammen mit dem Textilunternehmer Ferdinand Hartmann eine Wollhandlung in Leipzig, aus der er 1829 aber wieder ausschied.

### Karriere
Portius besuchte ein Leipziger Gymnasium und nach Erwerbung der Reifeprüfung die Technische Bildungsanstalt zu Dresden und trat dann im Ostern 1851 als Artillerieschüler in die Artillerieschule der königlich-sächsischen Armee ein. Durch damalige Kriegsverhältnisse durch den Krimkrieg wurde er schon am 1. Januar 1855 bei der Pionier- und Pontonierabteilung eingestellt und dort 1856 zum Leutnant befördert. Im Jahre 1859 wurde er mit dem Leutnant Vollert für zwei Jahre zum Festungsbau nach Komorn in Ungarn befehligt. 1860 wurde er in die Ingenieur-Abteilung des sächsischen Generalstabs versetzt und dort 1861 zum Oberleutnant befördert. Er nahm 1863/64 beim Stabe des Oberbefehlshabers bei der Bundesexekution gegen die Herzogtümer Holstein und Lauenburg teil und führte verschiedene schwierige Arbeiten durch. Er wurde im Januar 1864 zum Major Oppermann nach Rendsburg abkommandiert, wo er den Festungsbau und den Schanzenbau auf der Elbinsel Pagensand leitete. Nachdem die sächsischen Truppenteile wieder nach Sachsen zurückkehrten, wurde Portius wieder beim Generalstab verwendet.
Er wurde in dieser Eigenschaft zum Lehrer für die zum Fortbildungskursus des Generalstabes ernannt und wurde im Sommer 1865 zur Erlernung des praktischen Dienstes zum 10. Bataillon der 3. Infanterie-Brigade „Prinz Georg“ in Dresden befehligt. Während des Deutschen Krieges wurde er zunächst der Ingenieur-Abteilung des Hauptquartiers zugeteilt und zerstörte am 15. Juni desselben Jahres mit ihm unterstellten Truppen den Bahnhof Röderau und das dortige Bahnhofsdreieck. Bei der Schlacht von Königgrätz führte er mit dem Oberleutnant Vollert und zwei österreichischen Offizieren Befestigungsarbeiten am Schloss und im Dorf Nieder-Pschrim aus. Er schnitt mit seinem Pionierdetachment Portius zwei Geschützstände östlich des Dorfes ein und legte schließlich zwischen Nieder- und Oberpschirm eine doppelte dicht belaubte Baumreihe nieder, um der Granatkanonenbatterie Hering Göppingen das Schussfeld freizumachen. Nach der Niederlage bei Königgrätz mehrfach als Generalstabsoffizier verwendet. Während des Krieges wurde er mit dem österreichischen Militärverdienstkreuz mit Kriegsdekoration ausgezeichnet.
1867 wurde er zur Genie- und Militärbaudirektion befehligt und dort zum Hauptmann befördert. Nach Ausbruch des Krieges gegen Frankreich wurde Portius als 2. Ingenieuroffizier dem Generalkommando zugeteilt. Ihm wurden so während der Schlacht bei Sedan wichtige Aufgaben anvertraut und bei der Ausführung eines solchen durch einen Gewehrschuss in den rechten Ellenbogen verwundet. Er wurde während des Krieges mit dem Eisernen Kreuz und dem Ritterkreuz des sächsischen Verdienstorden I. Klasse mit Kriegsdekoration ausgezeichnet. Nach Kriegsende wurde er 1872 nach Straßburg in Elsaß-Lothringen abkommandiert und mit dem Neubau der Veste Kronprinz bei Niederhausbergen beauftragt. Er kehrte 1874 nach Dresden zurück und wurde dort umgehend zum Major befördert und dem Geniedirektor Oberst Andree zugeteilt, welcher die Leitung der Neubauten der Albertstadt als Auftrag hatte. Nachdem Oberst Andree 1874 unerwartet gestorben war, übernahm Portius die Bauoberleitung der Albertstadt und auch der später gleichfalls von ihm erbauten Barackenlager vom Truppenübungsplatz Zeithain.
Beim Kaisermanöver 1876 wurde er zum Ehrendienst des Herzog Ernst I. von Sachsen-Altenburg befohlen. In dieser Eigenschaft überschlug er sich mit seinem Pferd und zog sich eine schwere Gehirnerschütterung zu, weshalb er bis April 1877 vom Dienst fern blieb. In den folgenden Jahren wurde er 1880 zum Oberstleutnant und 1885 zum Oberst befördert. 1886 wurde er Geniedirektor. Er wurde schließlich 1889 zum Generalmajor befördert, 1891 á la suite des Ingenieur- und Pionierkorps unter Enthebung der Dienststelle als Vorstand der Geniedirektion gestellt und am 27. März 1892 auf eigenes Aufsuchen und Auszeichnung mit dem Komturkreuz I. Klasse des Albrechtsordens zur Disposition gestellt.

### Familie
Portius heiratete am 23. November 1865 in Leipzig Clara von Tasch und bekam mit ihr fünf Kinder, nämlich Christa (Ehefrau von Karl Lucius), Johann August, Martha, Friedrich Albert und der spätere SA-Brigadeführer Arnold.